# Južno kinesko more
Južno kinesko more (kineski 南海, Nán Hǎi, "južno more", vijetnamski Biển Đông, "istočno more") je dio Kineskog mora i rubno more Tihog oceana u Aziji. Njegov dio su Tajlandski zaljev i Tonkinški zaljev.
Ovo more nalazi se između Kine, Indokineskog i Malajskog poluotoka kao i otoka Formoze (danas Tajvana, Luzona, Palawana i Bornea. Uz obale Južnog kineskog mora nalaze se Narodna Republika Kina, Republika Kina (Tajvan), Filipini, Malezija, Brunej, Indonezija, Singapur, Tajland, Kambodža i Vijetnam. Južno kinesko more Karimatskim prolazom povezano je s Javanskim morem.
Između ostalih, u Južnom kineskom moru su otok Hainan te Spartly i Paracelski otoci. Oko ove dvije grupe otoka vode se teritorijalni sporovi između nekih država koje su na obalama ovog mora. Razlog sporovima je položaj ovih otoka uz glavni plovni put za snabdijevanje Istočne Azije. Područja su bogata ribom, a pored toga pretpostavlja se da su na tom području bogata nalazišta nafte i zemnog plina.
Površina Južnog kineskog mora je oko 3 500 000 km², a najveća dubina mu je 5016 m.